# 에드워즈 대 캘리포니아 사건
에드워즈 대 캘리포니아 사건(Edwards v. California)은 미국 연방대법원의 유명 판례이다. 캘리포니아주는 주안으로 가난한 사람이 들어오는 것을 막는 법률이 있었는데 이는 위헌이라고 판시하였다.